# Quivières
Quivières és un municipi francès situat al departament del Somme i a la regió dels Alts de França. L'any 2007 tenia 173 habitants.

## Demografia

### Població

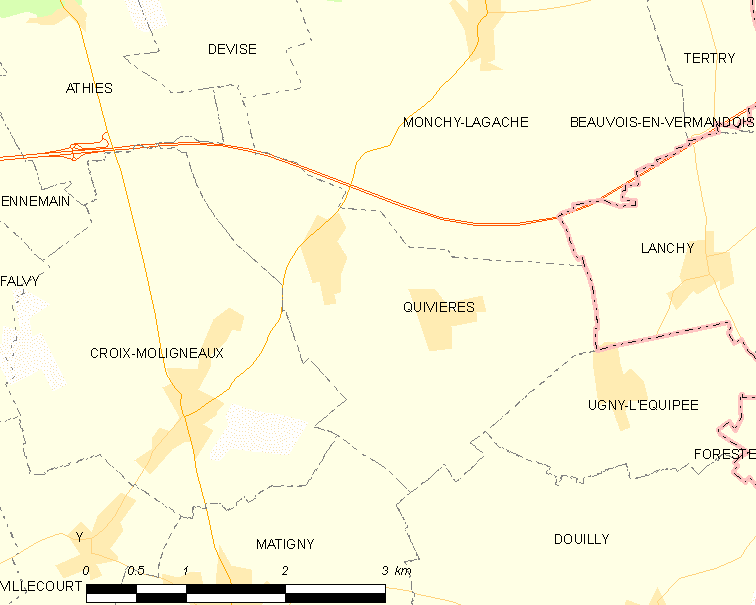
mapa del municipi

El 2007 la població de fet de Quivières era de 173 persones. Hi havia 60 famílies de les quals 8 eren unipersonals (4 homes vivint sols i 4 dones vivint soles), 12 parelles sense fills, 20 parelles amb fills i 20 famílies monoparentals amb fills.
La població ha evolucionat segons el següent gràfic:
Habitants censats

### Habitatges

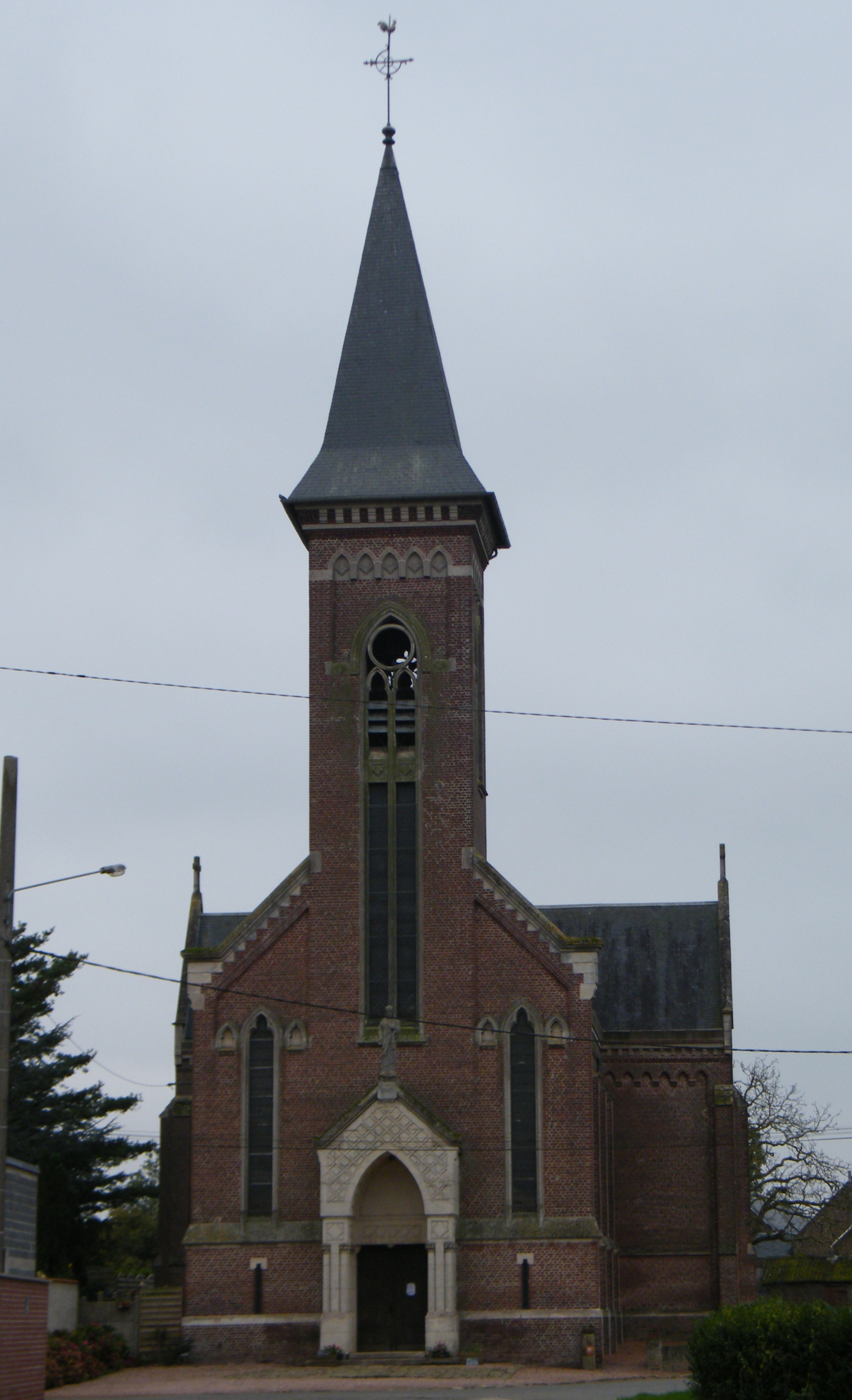
església

El 2007 hi havia 69 habitatges, 62 eren l'habitatge principal de la família, 2 eren segones residències i 5 estaven desocupats. Tots els 69 habitatges eren cases. Dels 62 habitatges principals, 33 estaven ocupats pels seus propietaris, 27 estaven llogats i ocupats pels llogaters i 2 estaven cedits a títol gratuït; 1 tenia una cambra, 10 en tenien tres, 16 en tenien quatre i 35 en tenien cinc o més. 46 habitatges disposaven pel capbaix d'una plaça de pàrquing. A 24 habitatges hi havia un automòbil i a 31 n'hi havia dos o més.

### Piràmide de població

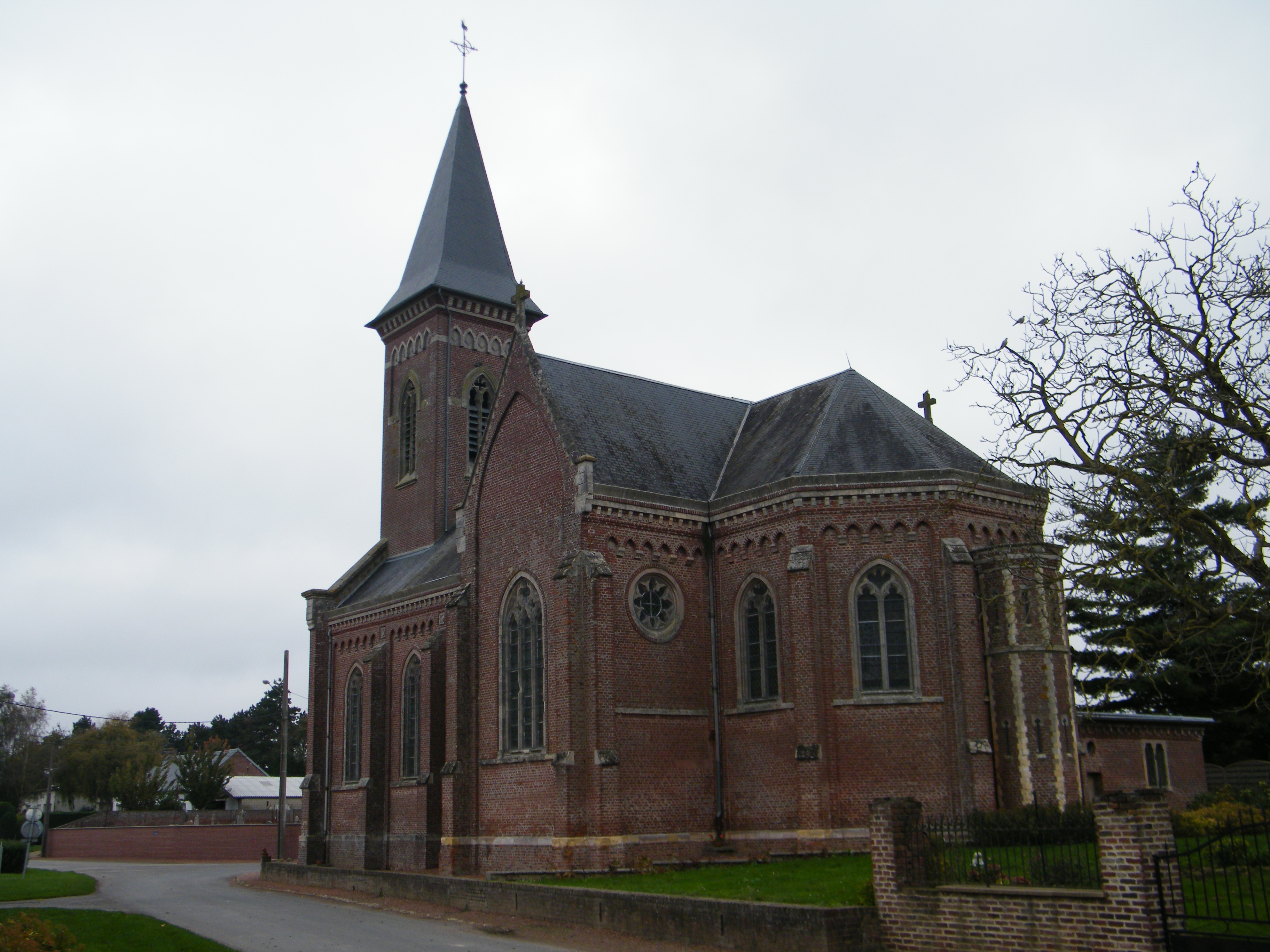

La piràmide de població per edats i sexe el 2009 era:
| Homes | Edats   | Dones |
| ----- | ------- | ----- |
| 0     | 95 o +  | 0     |
| 0     | 90 a 94 | 4     |
| 0     | 85 a 89 | 0     |
| 0     | 80 a 84 | 0     |
| 4     | 75 a 79 | 4     |
| 0     | 70 a 74 | 0     |
| 0     | 65 a 69 | 4     |
| 0     | 60 a 64 | 0     |
| 8     | 55 a 59 | 4     |
| 4     | 50 a 54 | 0     |
| 4     | 45 a 49 | 4     |
| 12    | 40 a 44 | 12    |
| 8     | 35 a 39 | 16    |
| 4     | 30 a 34 | 4     |
| 4     | 25 a 29 | 4     |
| 4     | 20 a 24 | 4     |
| 24    | 15 a 19 | 12    |
| 16    | 10 a 14 | 12    |
| 12    | 5 a 9   | 4     |
| 4     | 0 a 4   | 0     |

## Economia

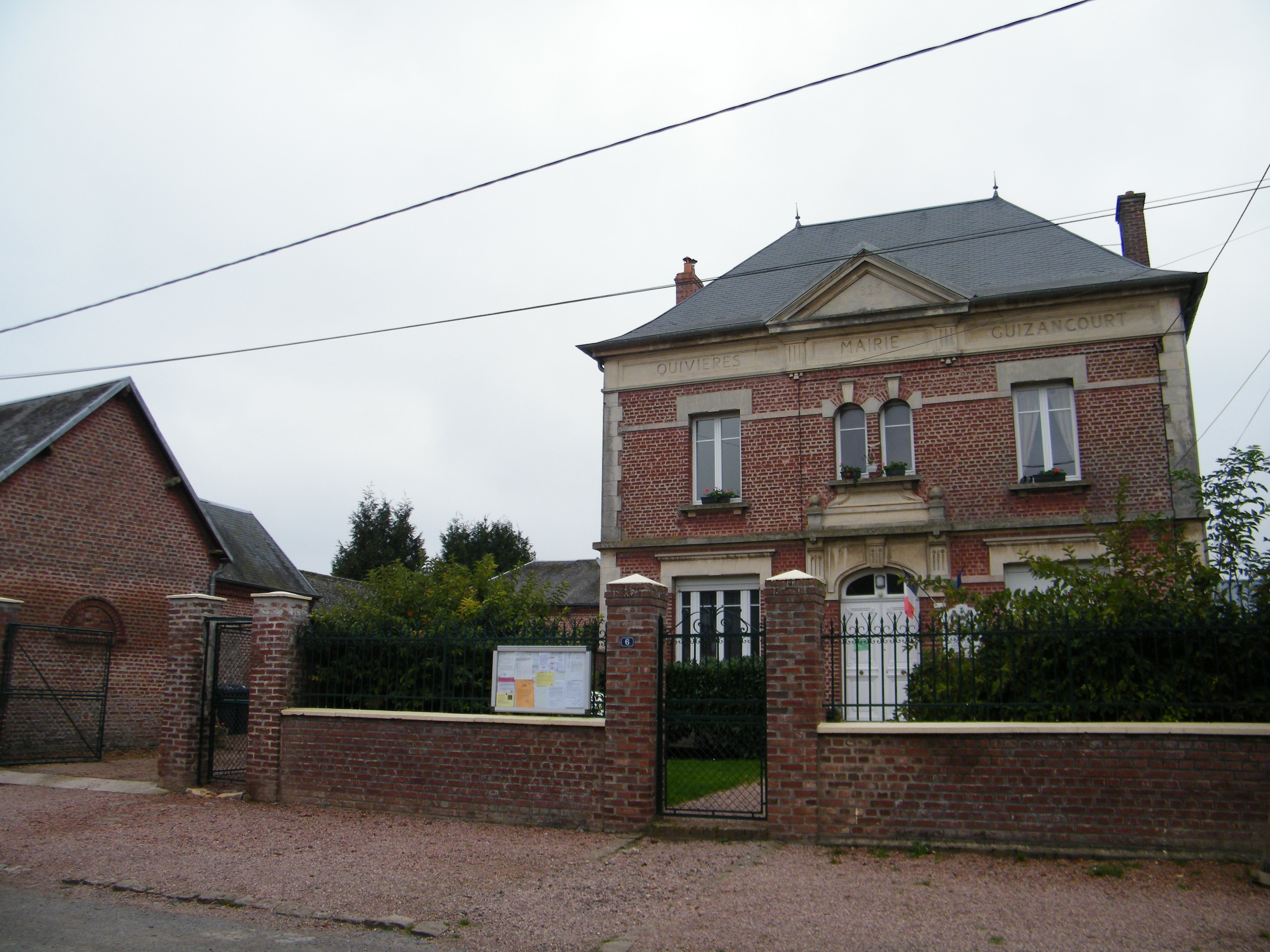

El 2007 la població en edat de treballar era de 118 persones, 89 eren actives i 29 eren inactives. De les 89 persones actives 66 estaven ocupades (38 homes i 28 dones) i 23 estaven aturades (13 homes i 10 dones). De les 29 persones inactives 10 estaven jubilades, 5 estaven estudiant i 14 estaven classificades com a «altres inactius».

### Ingressos

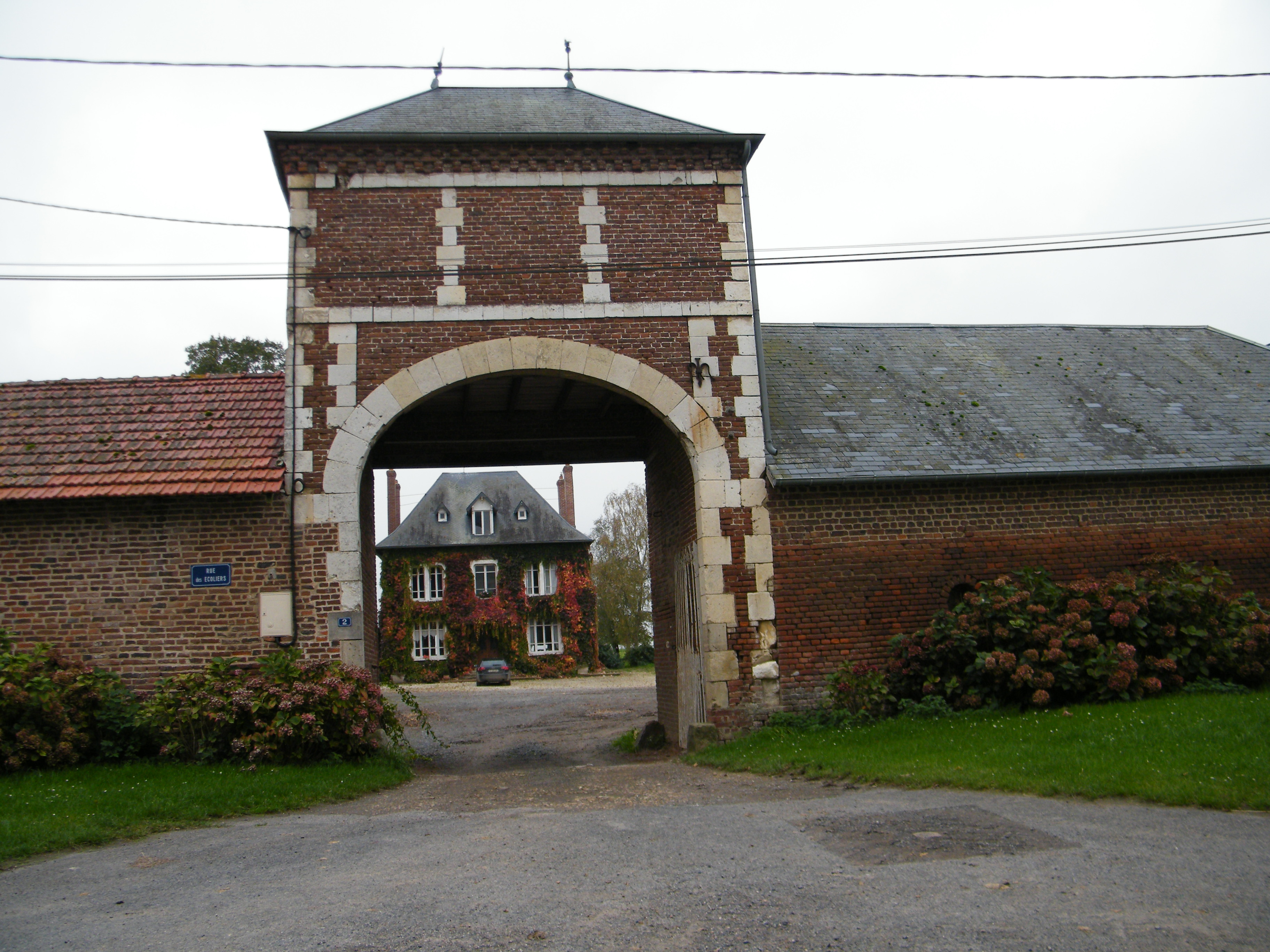

El 2009 a Quivières hi havia 59 unitats fiscals que integraven 170 persones, la mediana anual d'ingressos fiscals per persona era de 13.538,5 €.

### Activitats econòmiques
L'any 2000 a Quivières hi havia 4 explotacions agrícoles que ocupaven un total de 652 hectàrees.

## Equipaments sanitaris i escolars
El 2009 hi havia una escola elemental integrada dins d'un grup escolar amb les comunes properes formant una escola dispersa.

## Poblacions més properes
El següent diagrama mostra les poblacions més properes.